# El Camino Angosto (Teksas)
El Camino Angosto je naseljeno mjesto za statističke potrebe u američkoj saveznoj državi Teksas. Prema popisu stanovništva iz 2010. u njemu je živjelo 253 stanovnika.